# 粉天牛族
粉天牛族（學名：Dorcaschematini）是节肢动物门天牛科沟胫天牛亚科之下的一個族，一共有粉天牛属等12属属于粉天牛族。
粉天牛族的學名是由美国昆虫学家詹姆斯·汤姆森在1860年建议的。

## 特徵
翅鞘沒有沿著側面的縱紋。

## 屬
下列本族之下各屬：
- Auxesis (genus)
- Brachyolenecamptus
- Cylindrecamptus
- Cylindrepomus
- 粉天牛屬 Dorcaschema（英语：Dorcaschema） Haldeman, 1847
- Falsocularia
- Falsosophronica
- Listrocerum
- Macrocamptus
- 蛇紋天牛屬 Microlenecamptus
- Momisofalsus
- 白天牛屬 Olenecamptus[5][2]

下列分類已改屬其他分類單元：
- Brachyolene[4]今屬Tetraulaxini[6]。
- Protonarthron [4]：BioLib屬於獨自的 Protonarthrini族[7]。